# Batemannia leferenzii
Batemannia leferenzii är en orkidéart som beskrevs av Karlheinz Senghas. Batemannia leferenzii ingår i släktet Batemannia och familjen orkidéer.
Artens utbredningsområde är Bolivia. Inga underarter finns listade i Catalogue of Life.